# San Possidonio
San Possidonio – miejscowość i gmina we Włoszech, w regionie Emilia-Romania, w prowincji Modena.
Według danych na rok 2004 gminę zamieszkiwało 3495 osób, 205,6 os./km².